# Andrejs Upīts
Andrejs Upīts (4. prosince 1877 Skrīveri – 17. listopadu 1970 Riga) byl lotyšský spisovatel, kritik a literární vědec.

## Životopis
Narodil se v lotyšském Skrīveri. Vystudoval farní školu ve Skrīveri, poté pokračoval v samostudiu, věnoval se především studiu jazyků – němčina, ruština, angličtina, francouzština a italština. Pracoval jako učitel, překladatel, byl také aktivním státním úředníkem.
Pod vlivem revoluce 1905 začal Upīts sympatizovat s marxistickými myšlenkami. Po únorové revoluci v letech 1917–1918 za dob německé okupace byl A. Upīts zatčen. V roce 1919 byl Andrejs Upīts vedoucím uměleckého oddělení Vzdělávací komise Lotyšské socialistické sovětské republiky. V roce 1920 byl po návratu do Lotyšska z Ruska dvakrát zatčen a byl odsouzen k smrti, před kterou ho zachránili kolegové z kulturních kruhů.  Po osvobození žil v Rize a Skriveri a od roku 1924 do roku 1930 pracoval v redakci časopisu Domas.
V roce 1940, již po okupaci Lotyšska, působil Upīts jako předseda představenstva Lotyšské unie spisovatelů SSR a jako šéfredaktor časopisu Karogs. Zároveň působil jako vedoucí Katedry lotyšské literatury na Lotyšské univerzitě (1944–1948), kde také působil jako profesor (1945–1951), zakladatelem a prvním ředitelem Institutu jazyka a literatury Akademie věd Lotyšské SSR (Latvijas PSR Zinātņu akadēmijas Valodas un literatūras institūts, 1946–1951), působil také jako předseda Svazu spisovatelů (1944–1954). V roce 1945 získal A. Upīts doktorský titul ve filologii, v roce 1943 mu byl udělen čestný titul Lidový spisovatel LSSR a v roce 1946 mu byl udělen titul akademik Akademie věd LSSR.
Po jeho smrti v roce 1972 bylo na jeho počest v Rize a Skrīveri otevřeno Muzeum A. Upītse.

## Literární činnost
Andrejs Upīts pracoval v redakci novin (1892) „Host do domu“, kde pod pseudonymem Andrejs Arājs zveřejnil své první články jako „Parunas, Skrīveros uzrakstītas” nebo „Kā mūsu senči agrāk Vidzemē dzīvojuši”. A. Upīts se věnoval psaní románů, příběhů, povídek, dramat, tragédií, komedií, poezie, satiry, krom toho se věnoval žurnalistice a literární kritice. Upītsův román Sūnu ciema zēni je v lotyšských školách čten jako povinná četba. Upīts je považován za jednoho z nejvšestrannějších lotyšských spisovatelů. Postavy jeho děl jsou složité osobnosti. Používá bohatý jazyk.
Pro rozvoj Upītsova talentu sehrály důležitou roli v letech 1905–1907, kdy zaznamenáváme jeho zvýšenou podporu pokroku a příklon k demokratickým myšlenkám.
Po znovunastolení sovětské nadvlády se aktivně zapojil do fungování bolševické strany a úchylil se ke psaní textů, které odpovídaly požadavkům strany.
Dá se shrnout, že Upītsova tvůrčí činnost silně ovlivnila další vývoj lotyšské literatury a revolučního hnutí, podpořila vznik sociální kultury a umělecky zdokonalené socialisticky realistické literatury se všemi jejími rysy.